# Темнікова Олена Володимирівна
Олена Володимирівна Темнікова (нар. 18 квітня 1985, Курган, Росія) — російська співачка і автор пісень. Колишня учасниця групи Serebro (2006—2014). 
Музичну кар'єру почала в 2003 році після того, як посіла третє місце у другому сезоні музичного шоу талантів «Фабрика зірок»   в рамках якого випустила сингли «Далі всіх» і «Таємниця». Після завершення проекту розпочала співпрацю з наставником шоу Максимом Фадєєвим.

## Біографія

### 1985—2002: ранній період життя
Народилася 18 квітня 1985 року в місті Кургані Курганської області в родині шофера Володимира Вікторовича та пекаря хлібокомбінату Тетяни Олександрівни Темнікових. З 4 років грала на скрипці, брала участь в різних музичних конкурсах, але так і не закінчила музичну школу, замість чого прийшла в вокальну студію Валерія Чігінцева. Незабаром після закінчення курганського середньої школи № 38 переїхала з батьками і старшою сестрою Наталею до Омська. У грудні 2002 року як переможець одного з регіональних конкурсів вирушила до Москви на Всеросійський конкурс, що проходив в Храмі Христа Спасителя, де завоювала гран-прі

### 2003—2006: початок музичної кар'єри
У 2003 році в останній день пройшла проби в другий сезон російського музичного шоу талантів «Фабрики зірок». На проекті був випущений дебютний сингл «Далі всіх», а також другий сингл «Таємниця», в фіналі посіла третє місце, поступившись Поліні Гагаріної і Олені Терлєєва. Після закінчення шоу гастролювала з концертами разом з іншими учасниками проекту, співала в мюзиклі «Аеропорт» у театрі МОСТ, а також взяла участь у п'ятому сезоні реаліті-шоу «Останній герой». Після підписала контракт з продюсерським центром Максима Фадєєва, а в 2006 році захотіла продовжити кар'єру в складі жіночої групи:
«Чотири роки ми з Фадєєвим шукали свій напрямок, неповторний стиль і рік тому придумали проект, який Макс назвав Serebro.»

### 2006—2014: Serebro
У березні 2007 року відбіркова комісія »Першого каналу»  відправила нікому не відому групу Serebro  представляти Росію на конкурсі пісні  «Евробачення 2007»  де та виступила з піснею «Song # 1» і посіла третє місце. «Song # 1» очолила російський радіочарт, а також змогла потрапити в національні чарти Швейцарії,
Швеції та інших країн. У тому ж році вийшов перший російськомовний і другий за рахунком сингл «Дыши», піком якого став №2 в офіційному російському радіочарті . В кінці року Serebro перемогли в номінаціях «Кращий дебют» премії «MTV Russia Music Awards» та «Найпродаваніший російський артист» премії World Music Awards.
У 2008 році вийшли сингли «Опиум» і «Скажи не молчи», які обидва очолили російський радіочарт . У тому ж році очікувався вихід дебютного альбому групи, але він відбувся в 2009 році. Платівка, що отримала назву «ОпіумRoz» була представлена на Поклонній горі і зібрала близько 70 000 глядачів . В альбом увійшло 11 композицій, включаючи 4 раніше виданих синглу, а також сольну пісню темників «Пыл ангелов», написану Максимом Фадєєвим і Людмилою Войналович.
У 2009 році в оновленому складі Serebro випустили піснладкоодко», яка також очолила російський радіочарт ставши четвертим № 1 для групи. Через тиждень була представлена англомовна версія треку, яка стала першим синглом з майбутнього другого студійного альбому. У 2010 був випущений міні-альбом «Вибране», куди увійшли обидві версії треку, а також англомовні сингли «Sexing You» і «Angel Kiss», які також вийшли російською мовою під назвами время час» авай держаться за рукируки» . У 2011 році група підписала контракт з італійським лейблом «Ego», на якому вийшов заголовний сингл «Mama Lover» з майбутнього однойменного альбому, пізніше вийшла російськомовна версія «Мама Люба». Пікової позицією пісні в російському радіочарті став, що стало гіршим результатом для Serebro в цьому чарті, але тим не менше сингл набув широкої популярності після виходу кліпу і був представлений в номінаціях «Пісня року» і «Відео року»«Премії МУЗ ТВ - 2012». Також вперше для колективу трек потрапив в національні чарти Бельгії та Італії і досяг свого піку на № 6 в обох країнах, зміг потрапити в Billboard Japan Hot 100 розташувавшись на 49 місці, а також в Billboard Hot Dance, де зміг дістатися до № 39. У 2012 році вийшов останній сингл з альбому «Gun», який також потрапив в офіційні чарти деяких країн. Через тиждень, 19 червня 2012 року, відбувся реліз платівки в Італії, ще через тиждень альбом вийшов на інших територіях. Презентація альбому відбулася 21 червня в римському гей-клубі «Gay Village». У Росії альбом вийшов 11 жовтня, в якості бонус-треку в нього увійшла російськомовна версія «Gun» «Мальчик».
У 2013 році група презентувала перший сингл «Sexy Ass» з майбутнього третього студійного альбому. Пізніше вийшли три кліпи: «MI MI MI» , «Мало тебя» і «Чад», який в дуеті з DJ M.E.G. був номінований в категорії «Кращий дует» на «Премію МУЗ-ТВ 2014. Еволюція».
14 лютого 2014 року повідомила, що 3 грудня 2014 року у неї закінчується контракт з продюсерським центром Максима Фадєєва, після чого вона покине групу Serebro. 15 травня 2014 року Темнікова покинула групу Serebro за станом здоров'я . У групі її спочатку замінила екс-учасниця Анастасія Карпова, а потім колишня учасниця шоу «Канікули в Мексиці» Поліна Фаворська.

## Особисте життя
У грудні 2009 року в інтернеті поширилися чутки про те, що солістка групи SerebroОлена Темнікова залишає колектив . Однією з версій догляду з'явився роман з композитором Артемом Фадєєвим, рідним братом продюсера Максима Фадєєва, який змусив Олену відмовитися від подальшої роботи в групі. 30 листопада на офіційному сайті групи був оголошений кастинг на місце вокалістки. Згодом Олена зізнавалася, що новина про її роман з Артемом була піар-ходом, придуманим Максимом Фадєєвим.
Перший чоловік — Олексій Олександрович Семенов (нар. 11 вересня 1975, Горький (нині Нижній Новгород), познайомився з Оленою на проекті «Фабрика зірок 2». Формально були в шлюбі 6 років, однак останні 4 роки фактично не жили разом.
У 2014 році вийшла заміж за Дмитра Юрійовича Сергєєва (нар. 4 жовтня 1981, Новосибірськ), керівника IT-компанії. 27 березня 2015 у пари народилася дочка Олександра.
Є бісексуалкою.

## Дискографія

### Сингли
| Рік  | Назва                                         | Альбом                   |
| ---- | --------------------------------------------- | ------------------------ |
| 2003 | «Тайна»                                       | Без альбому              |
| 2003 | «Беги» («Дальше всех»)                        | Без альбому              |
| 2014 | «Зависимость»                                 | Без альбому              |
| 2015 | «Навстречу»                                   | Без альбому              |
| 2015 | «Улетаем»                                     | TEMNIKOVA I              |
| 2015 | «Наверно» (Разом з Natan'а)                   | Без альбому              |
| 2016 | «Ревность»                                    | Без альбому              |
| 2016 | «Импульсы»                                    | TEMNIKOVA I              |
| 2016 | «Тепло»                                       | TEMNIKOVA I              |
| 2016 | «Движения»                                    | TEMNIKOVA I              |
| 2016 | «По низам»                                    | TEMNIKOVA I              |
| 2016 | «Ближе»                                       | TEMNIKOVA I              |
| 2016 | «Счастье»                                     | TEMNIKOVA I              |
| 2016 | «Не обвиняй меня»                             | Без альбому              |
| 2017 | «Сумасшедший русский» (Разом з ST)            | Защитники                |
| 2017 | «Вдох»                                        | TEMNIKOVA II             |
| 2017 | «Голые»                                       | Без альбому              |
| 2017 | «Давай улетим»                                | Без альбому              |
| 2017 | «Подсыпал»                                    | TEMNIKOVA II             |
| 2017 | «Казался странным»                            | TEMNIKOVA II             |
| 2017 | «Фиолетовый»                                  | TEMNIKOVA II             |
| 2017 | «Мне нормально»                               | TEMNIKOVA III: Не модные |
| 2017 | «Пой со мной» (разом з Krec)                  | Без альбому              |
| 2018 | «Не сдерживай меня»                           | TEMNIKOVA III: Не модные |
| 2018 | «Не модные»                                   | TEMNIKOVA III: Не модные |
| 2018 | «Медленно»                                    | TEMNIKOVA III: Не модные |
| 2018 | «Под сердцами в кругах»                       | Без альбому              |
| 2018 | «Чёрно-белые» (Разом з Call me Artur і Fabio) | Без альбому              |
| 2018 | «Под луной»                                   | Без альбому              |
| 2018 | «Диджей» (Разом з Swanky Tunes)               | Без альбому              |
| 2019 | «Бабочки»                                     | TEMNIKOVA 4              |
| 2019 | «Нет связи»                                   | TEMNIKOVA 4              |
| 2019 | «Говорила»                                    | TEMNIKOVA 4              |
| 2019 | «Иди за мной»                                 | Без альбому              |
| 2019 | «Жара»                                        | Без альбому              |
| 2019 | «Обнимаю»                                     | Без альбому              |
| 2019 | «Душит ювелирка»                              | Без альбому              |
| 2019 | «STRESS»                                      | Без альбому              |
| 2019 | «DAIMNE.LOVE»                                 | Без альбому              |
| 2019 | «Нереальная любовь» (Разом з ЭММА М)          | Без альбому              |
| 2019 | «Моё любимое»                                 | Без альбому              |
| 2020 | «Неон»                                        | Без альбому              |
| 2020 | "Where You Wanna Be" (разом з R3hab)          | Без альбому              |

#### Студійні альбоми
- Temnikova III: Не модные (2018)

#### Міні-альбоми
- Temnikova I (2016)
- Temnikova II (2017)
- Temnikova 4 (2019)

### В складі групиSerebro

#### Студийные альбомы
- ОпиумRoz (2009)
- Mama Lover (2012)
- Избранное (2010)

## Відеографія
| Рік  | Кліп                                        | Режисер            | Альбом                   |
| ---- | ------------------------------------------- | ------------------ | ------------------------ |
| 2015 | «Навстречу»                                 | Игорь Шмелёв       | без альбому              |
| 2015 | «Наверно» (feat. Natan)                     | Алексей Куприянов  | без альбому              |
| 2016 | «Ревность»                                  | Алексей Куприянов  | без альбому              |
| 2016 | «Импульсы»                                  | Daria Power        | Temnikova I              |
| 2016 | «Тепло»                                     | Саша Самсонова     | Temnikova I              |
| 2016 | «Движения»                                  | Саша Самсонова     | Temnikova I              |
| 2017 | «Сумасшедший русский» (feat. ST)            | Никита Аргунов     | Захисники (OST)          |
| 2017 | «Не обвиняй меня»                           | Алексей Голубев    | без альбому              |
| 2017 | «Вдох»                                      | Алан Бадоев        | Temnikova II             |
| 2017 | «Казался странным»                          | Айсултан Сеитов    | Temnikova II             |
| 2018 | «Подсыпал»                                  | МУЗ ТВ             | Temnikova II             |
| 2018 | «Фиолетовый»                                | Евгений Соболев    | Temnikova II             |
| 2018 | «Не сдерживай меня»                         | Евгений Соболев    | Temnikova III: Не модные |
| 2018 | «Не модные»                                 | Kate Yak           | Temnikova III: Не модные |
| 2018 | «Не модные» (вертикальный клип в инстаграм) |                    | Temnikova III: Не модные |
| 2019 | «Бабочки»                                   | Леонид Колосовский | Temnikova 4              |
| 2019 | «Нет связи»                                 | Леонид Колосовский | Temnikova 4              |
| 2019 | «Говорила»                                  | Леонид Колосовский | Temnikova 4              |
| 2019 | «Душит ювелирка»                            | Леонид Колосовский | TBA                      |
| 2019 | «Жара»                                      | Медет Шаяхметов    | TBA                      |